# Ait Bouyahya El Hajjama
Ait Bouyahya El Hajjama (en àrab آيت بويحيى الحجامة, Āyt Būyaḥyà al-Ḥajjāma; en amazic ⴰⵢⵜ ⴱⵓⵢⵃⵢⴰ) és una comuna rural de la província de Khémisset, a la regió de Rabat-Salé-Kenitra, al Marroc. Segons el cens de 2014 tenia una població total de 4.471 persones.